# Потресово
Потресово (рос. Потресово) — присілок в Малоярославецькому районі Калузької області Російської Федерації.
Населення становить 105 осіб. Входить до складу муніципального утворення Село Коллонтай.

## Історія
Від 2004 року входить до складу муніципального утворення Село Коллонтай.

## Населення
| 2002 | 2010 |
| ---- | ---- |
| 70   | ↗105 |